# Ganser-Syndrom
Das Ganser-Syndrom ist ein Krankheitsbild aus der Psychiatrie, bei dem die meist jüngeren männlichen Patienten falsch antworten. Es wird auch als „Pseudodebilität“ oder „hysterischer Dämmerzustand“ bezeichnet und gehört zu einer Reihe klinischer Bilder, die unter dem umstrittenen Oberbegriff „Pseudodemenz“ zusammengefasst werden. Es wurde erstmals im Jahr 1897 von dem deutschen Psychiater Sigbert Josef Maria Ganser beschrieben und später nach ihm benannt.

## Symptome und Beschwerden
Typisch ist das Vorbeiantworten auch auf einfachste Fragen, etwa 3 + 4 = 8 oder Farbe der Sonne = grün. Die Frage wird also anscheinend verstanden, da in der richtigen Kategorie geantwortet wird, aber bewusst oder unbewusst antwortet der Patient falsch. Betroffen sind vor allem Männer jüngeren bis mittleren Alters.

## Folgen und Komplikationen
Die Betroffenen werden für „verrückt“ oder „dumm“ gehalten und dementsprechend behandelt. Es kann zu schulischem, beruflichem und sozialem Versagen und damit zur Isolation führen.
Das Ganser-Syndrom kann mit anderen psychischen Störungen verwechselt werden, etwa mit einer Demenz.

## Ursachen
Ursprünglich wurde angenommen, dass es sich um die Simulation einer Geisteskrankheit in belastenden Situationen handelt (zum Beispiel als Ausdruck einer Gefängnispsychose), daher wurde es als artifizielle Störung bezeichnet. Wenngleich im Einzelfall die Abgrenzung zur Simulation schwierig bleibt, wird das Ganser-Syndrom heutzutage als nosologische Entität bzw. als Störung aufgefasst. Den beiden einschlägigen Klassifikationssystemen ICD-10 und DSM IV zufolge fällt das Ganser-Syndrom unter dissoziative Störungen.
Vergleichbare Symptome können auch bei organischen Hirnerkrankungen, beispielsweise nach Schlaganfall, oder bei Hirntumoren auftreten.

## Behandlung
Die Behandlung des Ganser-Syndroms ist meist schwierig. Es gibt Versuche mit Verhaltenstherapie.